# 生沼スミエ
生沼 スミエ（おいぬま すみえ、1946年10月8日 - ）は、日本のバレーボール選手・指導者である。

## 来歴
東京都出身。中学でバレーを始め、都立三鷹高に進学し、山田重雄監督の下でセッターとして活躍し、1963年には全国高等学校総合体育大会バレーボール競技大会で優勝した。
卒業後の1965年、日立製作所に入社。日立武蔵第1期黄金時代の中心選手として、引き続き山田監督の指導を受けて活躍した。バレーボール全日本女子チームでも、1967年世界選手権の優勝に貢献した。
翌1968年、メキシコシティ五輪では、高山鈴江とのツーセッターで銀メダルを獲得した。
1972年、ミュンヘン五輪で2つ目の銀メダルを獲得した後に、現役を引退。その後は「日立バレーボール教室」の主任指導員として、1978年まで全国を巡回指導。
1982年、第9回アジア大会で日本女子代表監督に就任。全日本バレーでは初の女性監督となった。
また、フジテレビのバレーボール中継ではメイン解説者を務めた。現在もバレーボール教室の指導者として、日本全国の自治体で活動を続けている。
2016年に生沼に次いで全日本女子2人目となる女性監督に就任した中田久美は現役時代に生沼から指導を受けたことがあり、「支えられたことがたくさんあった」と指導者に転じた後に語っている。

## 球歴
- 全日本代表としての主な国際大会出場歴

オリンピック - 1968年、1972年
世界選手権 - 1967年

## 所属チーム
- 都立三鷹高
- 日立武蔵（1965-1972年）

## 出演

### テレビ
- NHK紅白歌合戦（NHK総合・ラジオ第1）
  - 第24回（1973年12月31日） - 審査員
  - 第33回（1982年12月31日） - 審査員

### CM
- 全国牛乳普及協会（1986年）

## 著書
- 『バレーボール個人技法 ―この方法以外は上達しない』（青春出版社 プレイブックス189）1978年